# There's No Disgrace Like Home
"There's No Disgrace Like Home" é o quarto episódio da primeira temporada de Os Simpsons. Foi ao ar originalmente na FOX nos Estados Unidos em 28 de Janeiro de 1990. Esse episódio é considerado um pouco precoce por apresentar as personalidades de todos os personagens muito cedo para uma série recorrente. O episódio também é notável por apresentar uma personalidade diferente do que os personagens teriam nas próximas temporadas. Esse episódio foi inspirado na comédia Laurel and Hardy e possui várias referências culturais com os filmes Citizen Kane e Freaks e com a série de televisão Batman.

## Produção
O episódio mostra claros sinais de que é um dos primeiros a ser produzido, pois os personagens tem modos de agir muito diferentes do habitual. Lisa por exemplo, se comporta muito mal, diferente do que na maioria dos episódios da série. Senhor Burns, inicialmente era inspirado em Ronald Reagan, mas a ideia dele se parecer com ele foi posteriormente abandonada.  A forma de Burns de cumprimentar seus funcionários foi inspirada em Reagan. Esse episódio também marca a primeira vez que Burns disse a frase "solte os cachorros" e a primeira vez que Smithers aparece amarelo, já que no episódio anterior ele foi colorido incorretamente, embora com o cabelo ainda azul.
 Esse episódio também marca a primeira aparição de Eddie e Lou, embora Lou é amarelo ao invés de negro. O nome Lou foi inspirado no ex-jogador da Major League Baseball, Lou Whitaker. É também a primeira aparição de Marvin Monroe e de Comichão e Coçadinha na série, que só tinham aparecido nos curtas do The Tracey Ullman Show.

## Enredo
Sr. Burns promove um pic-nic com os seus empregados em sua mansão, lá o Homer percebe que sua família não se dá bem como as outras, então decide procurar uma seção de terapia familiar, só que ela custa 250 dólares e o único jeito de ir era vender a TV. Dr. Marvin Monroe submete os Simpsons a uma terapia de choques, colocando-os cada um em um eletrodo, onde eles podem dar choques um nos outros na hora que quiserem. A terapia não acaba saindo com o esperado e acaba causando um blecaute em Springfield. o Dr. Monroe acaba tendo de dar 500 dólares aos Simpsons já que a propaganda dizia que se não desse certo ele pagaria o dobro.